# Super Bowl XL
A Super Bowl XL a 2005-ös NFL-szezon döntője volt. A mérkőzést a Detroit Lions stadionjában játszották Detroitban 2006. február 5-én.

## A döntő résztvevői
A mérkőzés egyik résztvevője a Pittsburgh Steelers, amely az alapszakaszban az AFC hatodik kiemeltjeként jutott a rájátszásba. A playoffban a valamennyi mérkőzését idegenben nyerte meg. A wildcard fordulóban a Cincinnatit, a konferencia-elődöntőben az Indianapolist, a konferencia-döntőben pedig a Denvert győzték le. Korábban a Steelers négyszer nyert Super Bowl-t.
A másik résztvevő a Seattle Seahawks, amely az alapszakaszból az NFC első kiemeltjeként került a playoffba. Erőnyerőként a konferencia-elődöntőben kapcsolódott be a rájátszásba, ahol a Washington ellen nyert. A konferencia-döntőben a Carolinát győzték le. A Seattle először játszott a Super Bowlért.

## A mérkőzés
A mérkőzést 21–10-re a Pittsburgh nyerte, amely története ötödik Super Bowl-győzelmét szerezte. A legértékesebb játékos a Steelers játékosa, Hines Ward lett.
| N | Idő   | Drive | Drive | Drive     | Csapat   | Play leírása                                                                              | Pont     | Pont     |
| N | Idő   | Play  | Yard  | Időtartam | Csapat   | Play leírása                                                                              | Seahawks | Steelers |
| - | ----- | ----- | ----- | --------- | -------- | ----------------------------------------------------------------------------------------- | -------- | -------- |
| 1 | 14:38 | 7     | 22    | 3:39      | Seahawks | Mezőnygól. Josh Brown 47 yardról.                                                         | 3        | 0        |
|   |       |       |       |           |          |                                                                                           |          |          |
| 2 | 13:05 | 11    | 59    | 6:20      | Steelers | Touchdown. Ben Roethlisberger 1 yardos futás, Jeff Reed jutalomrúgás.                     | 3        | 7        |
|   |       |       |       |           |          |                                                                                           |          |          |
| 3 | 0:22  | 2     | 75    | 0:22      | Steelers | Touchdown. Willie Parker 75 yardos futás, Jeff Reed jutalomrúgás.                         | 3        | 14       |
| 3 | 8:15  | 3     | 20    | 0:53      | Seahawks | Touchdown. Jerramy Stevens 16 yardos átadás, Matt Hasselbecktől, Josh Brown jutalomrúgás. | 10       | 14       |
|   |       |       |       |           |          |                                                                                           |          |          |
| 4 | 6:04  | 4     | 56    | 1:50      | Steelers | Touchdown. Hines Ward 43 yardos átadás, Antwaan Randle El-től Jeff Reed jutalomrúgás.     | 10       | 21       |